# Вотсис, Глория
Глория Вотсис (англ. Gloria Votsis, род. 8 февраля 1979) — американская актриса.

## Жизнь и карьера
Глория Вотсис родилась и выросла в северной части штата Нью-Йорк в большой греческой семье. Она окончила Нью-Йоркский университет и после начала появляться на телевидении и в кино.
Вотсис появилась во множестве телешоу. Она наиболее известна по своей роли Алекс Хантер в телесериале «Белый воротничок». Также она снялась в сериале 2010 года «Врата», который был закрыт после одного сезона, а кроме этого снялась в фильме «Образование Чарли Бэнкса» в 2007 году. В разные годы она была гостем в таких сериалах как «Секс в большом городе», «Морская полиция: Спецотдел», «Купидон», «Филантроп», «C.S.I.: Место преступления Нью-Йорк», «Голубая кровь», «C.S.I.: Место преступления Майами», «Пригород», «Гавайи 5.0» и «В поле зрения».

## Избранная фильмография
- 2007 — Образование Чарли Бэнкса / The Education of Charlie Banks
- 2008 — Поезд / Train
- 2008 — Зимние мертвецы / Killer Movie
- 2010 — Врата / The Gates
- 2010—2012 — Белый воротничок / White Collar
- 2013 — Месть / Revenge — Морган Холт